# Bernd Weikl

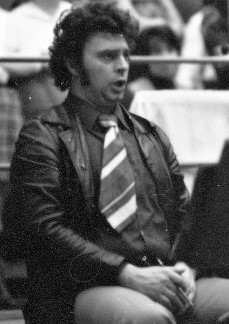
El barítono austriaco Bernd Weikl canta con la Staatskapelle Dresden en 1973.

Bernd Weikl (* 29 de julio de 1942 en Viena) es un barítono austríaco, conocido sobre todo por su papel de Hans Sachs en Los maestros cantores de Núremberg de Richard Wagner.
Weikl empezó estudiando Económicas, pero pasó a estudiar Canto en Maguncia, estudios que finalizó en el Conservatorio Superior de Música de Hannover. Su debut tuvo lugar en 1968 en la Ópera de Hannover, en 1972 actuó por primera vez en el Festival de Bayreuth.
En 1993, la Universidad de Vilna le concedió un Doctorado en Ciencias Económicas. Desde 1998 es miembro honorario de la Ópera de Viena.
Junto a su actividad como cantante, en ópera y recital de Lied, también se ocupa de la direccióne scéna en la ópera y es autor para cine y televisión, centrándose especialmente en la vida de grandes compositores.
En 1993 fue nombrado Kammersänger en Hamburgo; posteriormente también en Baviera y Austria.

## Papeles
Weikl ha cantado más de 120 papeles en su carrera. Además del ya citado Hans Sachs, ha interpretado:
- Papel protagonista Don Giovanni, Eugene Onegin y El holandés errante
- Conde Almaviva en Las bodas de Fígaro
- Amfortas en Parsifal
- Belcore en L'elisir d'amore
- di Luna en Il trovatore
- Eisenstein en Die Fledermaus
- Ford en Falstaff
- Golaud en Pelléas et Mélisande
- Guglielmo en Così fan tutte
- Jokanaan en Salomé
- Mandryka en Arabella
- Cardinal Morone en Palestrina
- Rodrigo in Don Carlos
- Tomsky en La dama de picas
- Zurga en Les pêcheurs de perles
- Wolfram en Tannhäuser

## Algunas grabaciones
- Carmina Burana (Orff):  James Levine dirigiendo la Chicago Symphony Orchestra y coro, con June Anderson, Phillip Creech y Bernd Weikl (1984) (DG)
- Die Fledermaus (Johann Strauss II):  Carlos Kleiber dirigiendo la orquesta de la Ópera Estatal de Baviera, con Hermann Prey, Julia Varady, Lucia Popp, René Kollo, Ivan Rebroff, Bernd Weikl (1975) (DG)
- The Flying Dutchman (Richard Wagner): Giuseppe Sinopoli dirigiendo la orquesta de la Ópera de Berlín, con Bernd Weikl, Cheryl Studer, Hans Sotin, Plácido Domingo, Peter Seiffert, Uta Priew (1991)
- Der Freischütz (Carl Maria von Weber): Carlos Kleiber dirigiendo la Staatskapelle Dresden, con Gundula Janowitz, Edith Mathis, Peter Schreier, Theo Adam, Bernd Weikl, Siegfried Vogel, Franz Crass, (1973) (DG)
- Götterdämmerung (Richard Wagner): James Levine dirigiendo la orquesta del Metropolitan Opera, con Hildegard Behrens, Reiner Goldberg, Matti Salminen, Hanna Schwarz, Cheryl Studer, Bernd Weikl, Ekkehard Wlaschiha (1991) (1992 Grammy Award for Best Opera Recording)
- Lohengrin (Richard Wagner):  Woldemar Nelsson dirigiendo el Festival de Bayreuth, con Peter Hofmann, Karan Armstrong, Bernd Weikl (1982) (CBS)
- Die Meistersinger von Nürnberg (Richard Wagner): Horst Stein dirigiendo la orquesta del Festival de Bayreuth, con Bernd Weikl, Siegfried Jerusalem, Hermann Prey, Mari Anne Häggander, Graham Clark.  Con dirección de escena de Wolfgang Wagner, director de la grabación en video: Brian Large, (1984) (Unitel), VHS
- Parsifal (Richard Wagner): Rafael Kubelík diriegiendo la Orquesta de la Radio de Baviera, con James King, Kurt Moll, Bernd Weikl y Yvonne Minton, (1980) (Arts Archives, stereo)
- Il segreto di Susanna (Ermanno Wolf-Ferrari): Lamberto Gardelli, dirigiendo la orquesta de la Royal Opera House Covent Garden, con Maria Chiara, Bernd Weikl y Omar Godknow (1977) (Decca)
- Tiefland (Eugen d'Albert):  Marek Janowski, dirigiendo la Orquesta de la Radio de Múnich, con Bernd Weikl, Eva Marton y René Kollo (1983) (ARTS 47501-2)